# Musajeljan
Musajeljan – wieś w Armenii, w prowincji Szirak. W 2011 roku liczyła 388 mieszkańców.